# 2023-as wimbledoni teniszbajnokság
A 2023-as wimbledoni teniszbajnokság az év harmadik Grand Slam-tornája, amelyet 136. alkalommal rendeztek meg 2023. július 3−16. között Londonban. A főtábla mérkőzéseire az All England Lawn Tennis and Croquet Club wimbledoni füves pályáin került sor a klub és a Nemzetközi Teniszszövetség (ITF) közös rendezésében. A kvalifikáció mérkőzéseit június 27–29. között rendezték meg. 
A rendezőség döntése alapján Oroszországnak az Ukrajna ellen indított inváziója miatt az orosz és a fehérorosz versenyzők csak saját személyükben indulhattak, nem képviselhették országukat.
A férfiaknál a címvédő a szerb Novak Đoković, míg a nőknél a kazah Jelena Ribakina volt. A nőknél a győzelmet a cseh Markéta Vondroušová szerezte meg, miután a döntőben 6–4, 6–4 arányban legyőzte a tunéziai Unsz Dzsábirt. A férfiaknál a spanyol Carlos Alcaraz öt játszmában 1–6, 7–6(6), 6–1, 3–6, 6–4 arányban győzte le a címvédő Novak Đokovićot.
A 2023. évi torna összdíjazása minden korábbinál magasabb, 44 700 000 angol font, amely 10,78%-kal magasabb az előző évinél.
A magyar versenyzők közül a tornán egyéniben ebben az évben a világranglista-helyezése alapján a férfiaknál Fucsovics Márton a főtáblán indulhatott, míg Marozsán Fábián és Piros Zsombor a selejtezőben kezdték meg a küzdelmeket. A két selejtezős a selejtező harmadik körében szenvedett vereséget, de közülük Marozsán Fábián szerencsés vesztesként felkerült a főtáblára, ott azonban az első körben kikapott a korábbi top10-es belga David Goffintól. A nőknél Udvardy Panna, Bondár Anna és Gálfi Dalma a főtáblán, míg Jani Réka Luca és Babos Tímea a selejtezőben kezdhette meg a küzdelmeket. A selejtezőben Babos Tímea az első körben szenvedett vereséget, míg Jani Réka Luca a második körig jutott. A főtáblán Udvardy Panna és Bondár Anna korábbi Grand Slam-tornagyőzteseket kapott ellenfelül az első fordulóban, és nem sikerült továbbjutniuk. Gálfi Dalma a harmadik körig jutott. Párosban a nőknél két magyar indulhatott: Bondár Anna és Babos Tímea, és mindketten a harmadik körig jutottak.

## Pénzdíjazás
A torna teljes díjazása 2023-ban 44 700 000 angol font, amely 10,78%-kal magasabb a 2022. évinél. A férfi és női egyéni győztes 2 350 000 angol fontot kap. Minden résztvevő többet kap, mint ugyanazért az eredményért az előző évben.
| Eredmény           | Egyes*      | Páros**                   | Vegyes páros**            |
| Győzelem           | 2 350 000 £ | 600 000 £                 | 128 000 £                 |
| Döntő              | 1 175 000 £ | 300 000 £                 | 64 000 £                  |
| Elődöntő           | 600 000 £   | 150 000 £                 | 32 000 £                  |
| Negyeddöntő        | 340 000 £   | 75 000 £                  | 16 500 £                  |
| 16 között          | 207 000 £   | 36 250 £                  | 7750 £                    |
| 32 között          | 131 000 £   | 22 000 £                  | 4000 £                    |
| 64 között          | 85 000 £    | 13 750 £                  | –                         |
| 128 között         | 55 000 £    | –                         | –                         |
| Selejtező (döntő)  | 36 000 £    | *Nemenként **Csapatonként | *Nemenként **Csapatonként |
| Selejtező (2. kör) | 21 750 £    | *Nemenként **Csapatonként | *Nemenként **Csapatonként |
| Selejtező (1. kör) | 12 750 £    | *Nemenként **Csapatonként | *Nemenként **Csapatonként |

## A döntők eredményei

### Férfi egyes
- Carlos Alcaraz– Novak Đoković 1–6, 7–6(6), 6–1, 3–6, 6–4

### Női egyes
- Markéta Vondroušová– Unsz Dzsábir, 6–4, 6–4

### Férfi páros
- Wesley Koolhof /  Neal Skupski– Marcel Granollers /  Horacio Zeballos 6–4, 6–4

### Női páros
- Hszie Su-vej /  Barbora Strýcová– Elise Mertens /  Storm Hunter 7–5, 6–4

### Vegyes páros
- Mate Pavić /  Ljudmila Kicsenok– Joran Vliegen /  Hszü Ji-fan, 6–4, 6–7(9), 6–3

### Fiú egyéni
- Henry Searle– Jaroszlav Gyomin, 6–4, 6–4

### Lány egyéni
- Clervie Ngounoue– Nikola Bartůňková, 6–2, 6–2

### Fiú páros
- Jakub Filip /  Gabriele Vulpitta– Branko Đurić /  Arthur Gea, 6–3, 6–3

### Lány páros
- Alena Kovačková /  Laura Samsonová– Hannah Klugman /  Isabelle Lacy, 6–4, 7–5